# Peter Jones (labdarúgó-játékvezető)
Peter Jones (Leicestershire, 1954. február 24.–) angol nemzetközi labdarúgó-játékvezető. Polgári foglalkozása sportigazgató.

## Pályafutása

### Labdarúgóként
Fiatal korában  a Leicester City FC egyesületben futballozott.

#### Nemzeti játékvezetés
Még labdarúgó korában egy barátja vezette az egyik mérkőzésüket, ezen felbuzdulva jelentkezett tanfolyamra. A játékvezetői vizsgát 1971-ben tette le, 1988-ban lett országos kerettag, majd 1994-ben a Premier Liga játékvezetője. A nemzeti játékvezetéstől 2002-ben vonult vissza.
| Időpont           | Helyszín                        | Mérkőzés típusa    | Mérkőzés                          | Eredmény |
| ----------------- | ------------------------------- | ------------------ | --------------------------------- | -------- |
| 2002. április 27. | White Hart Lane Stadion, London | Utolsó Premiership | Tottenham Hotspur FC–Liverpool FC | 1 : 0    |

##### Nemzeti kupamérkőzések
Vezetett Kupa-döntők száma: 2.

###### Fa-kupa
| Időpont         | Helyszín                | Mérkőzés típusa | Mérkőzés                                 | Eredmény | Nézők száma |
| --------------- | ----------------------- | --------------- | ---------------------------------------- | -------- | ----------- |
| 1999. május 22. | Wembley Stadion, London | döntő           | Manchester United FC–Newcastle United FC | 2 : 0    | 79 101      |

###### Liga Kupa
| Időpont           | Helyszín                | Mérkőzés típusa | Mérkőzés                    | Eredmény | Nézők száma |
| ----------------- | ----------------------- | --------------- | --------------------------- | -------- | ----------- |
| 1998. március 29. | Wembley Stadion, London | döntő           | Chelsea FC–Middlesbrough FC | 2 : 0    | 77 698      |

#### Nemzetközi játékvezetés
Az Angol labdarúgó-szövetség Játékvezető Bizottsága (JB) terjesztette fel nemzetközi játékvezetőnek, a Nemzetközi Labdarúgó-szövetség (FIFA) 1996-tól tartotta nyilván bírói keretében. Több nemzetek közötti válogatott és klubmérkőzést vezetett. Az angol nemzetközi játékvezetők rangsorában, a világbajnokság-Európa-bajnokság sorrendjében többedmagával a 31. helyet foglalja el 2 találkozó szolgálatával. Az aktív nemzetközi játékvezetéstől 2002-ben a FIFA 45 éves korhatárát elérve búcsúzott. Válogatott mérkőzéseinek száma: 2.

##### Európa-bajnokság
Az európai-labdarúgó torna döntőjéhez vezető úton Belgiumba és Hollandiába a XI., a 2000-es labdarúgó-Európa-bajnokságra az UEFA JB játékvezetőként foglalkoztatta.
| Időpont          | Helyszín                          | Mérkőzés típusa           | Mérkőzés                            | Eredmény | Nézők száma |
| ---------------- | --------------------------------- | ------------------------- | ----------------------------------- | -------- | ----------- |
| 1999. június 9.  | Svangaskard Stadion, Toftir       | előselejtező (9. csoport) | Feröer-szigetek–Bosznia-Hercegovina | 2 : 2    | 4 800       |
| 1999. október 9. | Comunal Stadion, Andorra la Vella | előselejtező (4. csoport) | Andorra–Örményország                | 0 : 3    | 700         |

##### Nemzetközi kupamérkőzések

###### UEFA-kupa
| Időpont              | Helyszín                  | Mérkőzés típusa            | Mérkőzés                 | Eredmény |
| -------------------- | ------------------------- | -------------------------- | ------------------------ | -------- |
| 1997. július 30.     | KI Stadion, Klaksvík      | első forduló (2. mérkőzés) | KÍ Klaksvík–Újpest FC    | 2 : 3    |
| 1998. szeptember 15. | Újpesti Stadion, Budapest | első forduló (1. mérkőzés) | Újpest FC–Club Brugge KV | 0 : 5    |

## Sportvezetőként
Az aktív pályafutását befejezve a  Leicestershire és Leicester City FC kluboknál sport igazgatója. 2002-ben az Európai Labdarúgó-szövetség (UEFA) Játékvezető Bizottságának (JB) Talent programcsapatának tagja. Ugyan ebben az évben Afganisztánban, Kabulban az ISAF nemzetközi erők csapatának és a helyi reprezentatív csapat közreműködésével béke találkozót irányított. 2003-tól a Sky TV által közvetített labdarúgó mérkőzések szakkommentátora. 2009-től a professzionális játékvezetők fizikai felkészültségéért felelős sportember.